# Gaussicia subedentata
Gaussicia subedentata är en kräftdjursart som först beskrevs av Gooday 1976.  Gaussicia subedentata ingår i släktet Gaussicia och familjen Halocyprididae. Inga underarter finns listade i Catalogue of Life.